# Bán Endre (orvos)
Bán Endre (Budapest, Terézváros, 1915. március 6. – Pécs, 1972. szeptember 4.) szülész-nőgyógyász, onkológus.

## Élete
Bán Emil (1886–1938) könyvelő, a Budapestvidéki Kőszénbánya Rt. igazgatója és Braun Izabella (1883–1954) fiaként született zsidó családban. Négyéves korában kikeresztelkedett a római katolikus vallásra. A Berzsenyi Dániel Reálgimnáziumban érettségizett (1933). A Pécsi Tudományegyetemen szerezte meg orvosi oklevelét. 1946 és 1972 között a budapesti Péterffy Sándor Utcai Kórház nőgyógyásza volt, illetve a X. kerületi Egészségház onkológus főorvosa. Megszervezte a Fővárosi Tanács egészségügyi osztálya keretében az onkológiai hálózatot. Szerepet vállalt az Egyesült Gyógyszer- és Tápszergyár Cytostop rákgyógyító készítményének klinikai kipróbálásában.
A Farkasréti temetőben nyugszik.